# Chi Dầu mè
Chi Dầu mè (danh pháp khoa học: Jatropha) là một chi của khoảng 175 loài cây thân mọng, cây bụi hay cây thân gỗ (một số có lá sớm rụng, như dầu mè (Jatropha curcas L.), thuộc họ Đại kích (Euphorbiaceae). Các loài trong chi Jatropha có nguồn gốc từ Trung Mỹ , và đã được du nhập vào nhiều khu vực nhiệt đới và cận nhiệt đới khác, như Ấn Độ, châu Phi, Bắc Mỹ. Xuất phát từ khu vực Caribe, các loài dầu này được các thương nhân Bồ Đào Nha đưa vào châu Phi và châu Á như là các loài thực vật có giá trị làm hàng rào. Các cây trưởng thành mang các cụm hoa đực và cái khá đẹp mắt đồng thời chúng lại không mọc quá cao.
Các loài dầu này chống chịu hạn hán và dịch bệnh tốt, sản sinh ra các hạt chứa tới 40% là dầu. Khi hạt bị bóc vỏ và xử lý, dầu thu được có thể sử dụng trong các động cơ diesel tiêu chuẩn, trong khi các cặn bã thu được có thể chế biến thành sinh khối cho các nhà máy sản xuất điện.
Goldman Sachs gần đây đã coi cây dầu mè (Jatropha curcas) như là một trong các ứng viên tốt nhất cho nguồn sản xuất năng lượng điêzen sinh học trong tương lai. Tuy nhiên, mặc cho sự phổ biến và công dụng của chúng như là nguồn cung cấp dầu và thực vật cải tạo đất, nhưng chưa có một loài nào trong chi Jatropha đượcthuần hóa một cách nghiêm túc và kết quả là năng suất của chúng không ổn định và ảnh hưởng lâu dài khi sử dụng ở quy mô lớn đối với chất lượng đất là chưa được nghiên cứu kỹ.

## Dầu thực vật và điêzen sinh học
Hiện tại, dầu thu được từ hạt của dầu mè (Jatropha curcas) được sử dụng trong sản xuất nhiên liệu điêzen sinh học tại Philippines. Tương tự, dầu mè cũng được xúc tiến như là loại cây trồng cung cấp điêzen sinh học dễ trồng trong hàng trăm dự án tại Ấn Độ và một số quốc gia đang phát triển khác. Dọc theo tuyến đường sắt nối Mumbai với Delhi người ta trồng dầu mè và tàu hỏa trên tuyến này sử dụng 15-20% năng lượng từ điêzen sinh học. Tại châu Phi, việc gieo trồng dầu mè được đẩy mạnh và khá thành công tại các quốc gia như Mali.
Chúng có thể gieo trồng trên các vùng đất ẩm ướt, giàu dinh dưỡng và sản sinh ra năng lượng trên 1 ha nhiều gấp 4 lần so với đậu tương; 10 lần so với ngô. Một hecta dầu mè có thể sản xuất tới 1.892 lít dầu (khoảng 6,5 thùng trên một mẫu Anh).
Các loài trong chi Jatropha có thể xen canh với các loại cây trồng thu hoa lợi khác như cà phê, mía đường, rau và cây ăn quả.

## Các loài

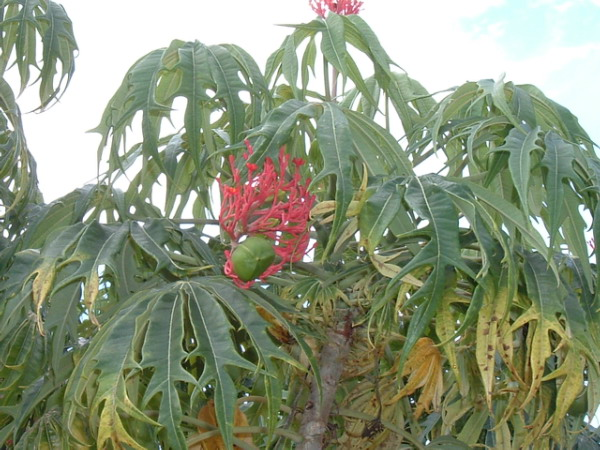
Bạch phụ tử (Jatropha multifida)

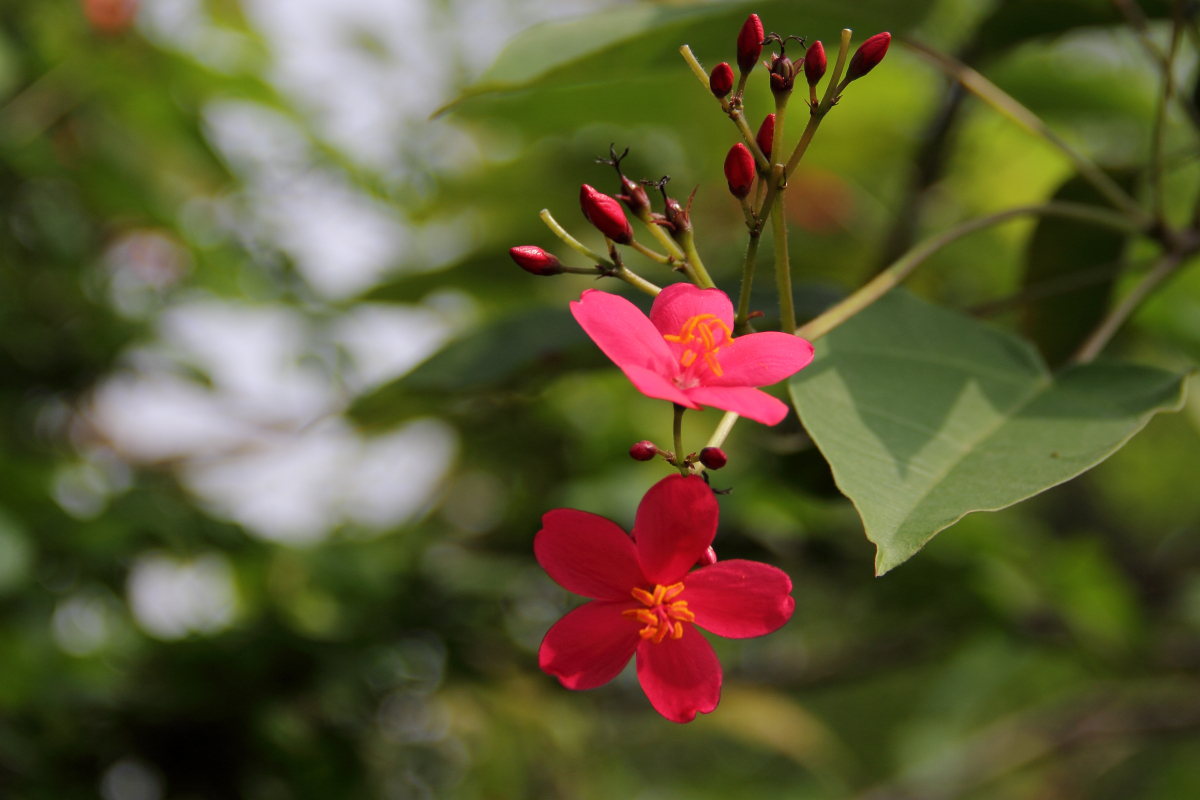
Jatropha pandurifolia (Hồng mai)

Các loài trong chi Jatropha bao gồm:
- Jatropha cuneata: Thân của nó được người Seri ở Sonora, México dùng để làm các đồ đựng như rổ, giỏ. Thân của nó được đem nướng, chẻ và ngâm tẩm thông qua một quá trình xử lý phức tạp.
- Jatropha curcas: Dầu mè, cây cọc rào, ma phong thụ. Được sử dụng để sản xuất dầu thực vật không ăn được, phục vụ cho sản xuất nến và xà phòng, cũng như làm nguồn nguyên liệu sản xuất điêzen sinh học. Trước khi ép, hạt có thể dùng máy bóc vỏ vạn năng để bóc vỏ và việc này làm giảm các công việc khó khăn trong việc tách hạt ra khỏi vỏ. Trong quá khứ, công việc này hoàn toàn là thủ công. Sau khi đã ép hạt thì phần bã còn lại có thể dùng để làm nguồn nguyên liệu cho các bể hay các máy hóa khí nhằm sản xuất khí ga sinh học dùng trong nấu ăn và cho các động cơ, hoặc dùng làm phân bón, và đôi khi còn dùng làm thức ăn cho gia súc. Hạt còn nguyên vỏ cũng có thể dùng trong các bể hóa khí trong sản xuất khí ga sinh học. Các chất chiết từ hạt có tính năng kháng u bướu. Hạt cũng có thểdùng như là thuốc chữa táo bón, các vết thương cũng có thể được băng bó bằng nhựa cây còn các lá đã luộc là phương thuốc chữa sốt và sốt rét.
- Jatropha gossypifolia: Dầu mè tía, dầu lai vải. Quả và lá của nó có chứa các chất độc đối với con người và động vật. Nó là một trong các loài cỏ dại chính tại Australia.
- Jatropha integerrima Jacq.: Dầu lai lá đơn (nhất chi mai, hồng mai). Một loại cây cảnh trong khu vực nhiệt đới, ra hoa màu đỏ tươi gần như quanh năm.
- Jatropha multifida L.: Bạch phụ tử (đỗ trọng nam). Hoa màu đỏ tươi với các lá xẻ thùy đặc trưng.
- Jatropha podagrica: Ngô đồng cảnh, được sử dụng để thuộc da và sản xuất thuốc nhuộm màu đỏ tại México và tây nam Hoa Kỳ. Nó cũng hay được trồng làm cảnh.

### Thư viện ảnh

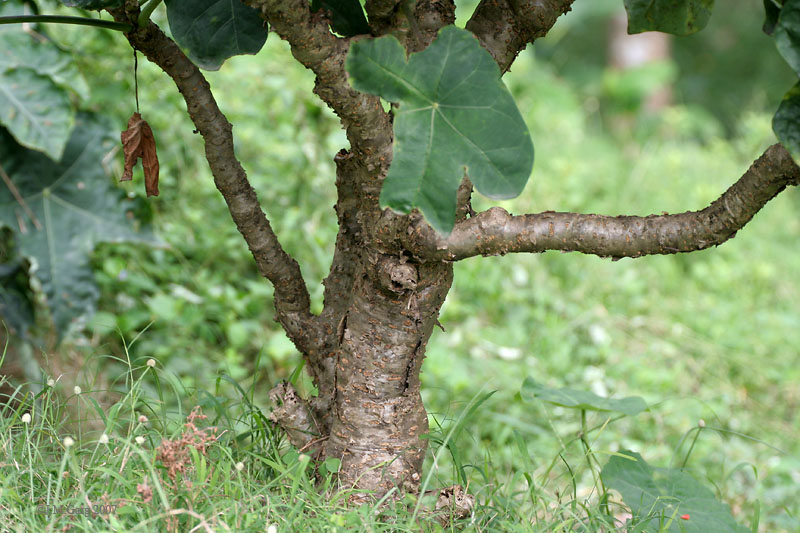
Thân cây Jatropha podagrica, chụp tại Kolkata, Tây Bengal, Ấn Độ
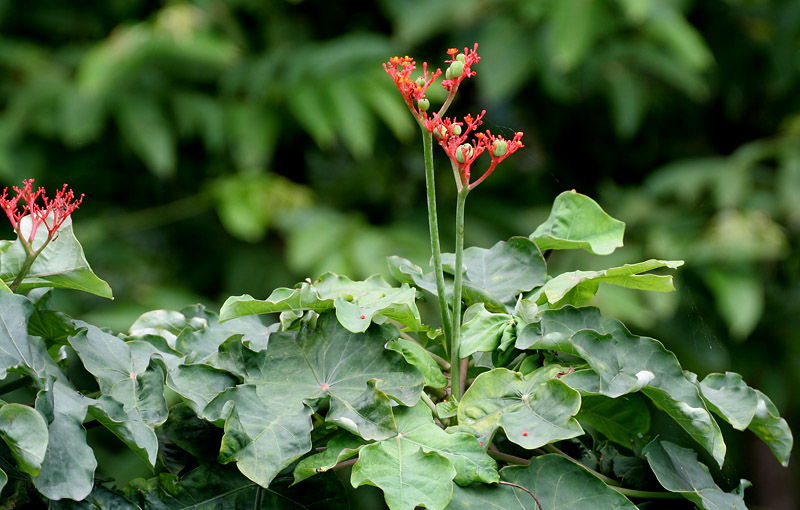
Lá và hoa Jatropha podagrica tại Kolkata, Tây Bengal, Ấn Độ
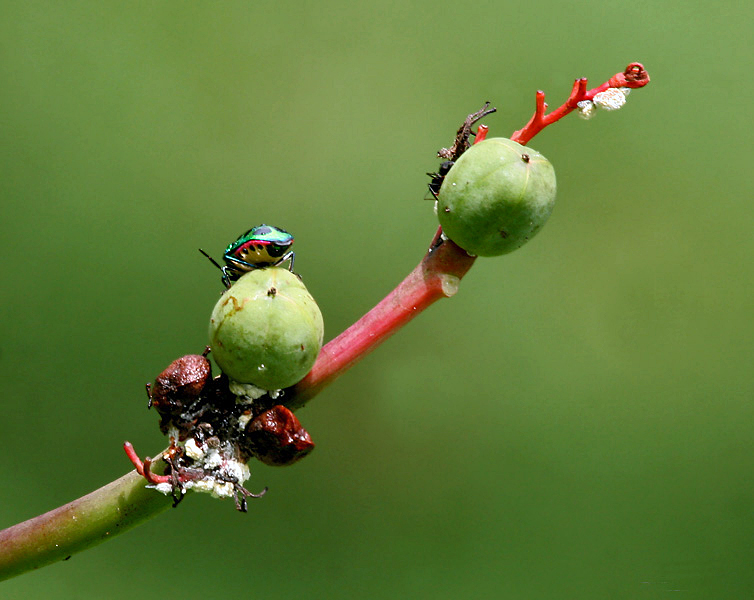
Quả của Jatropha podagrica tại Kolkata, Tây Bengal, Ấn Độ
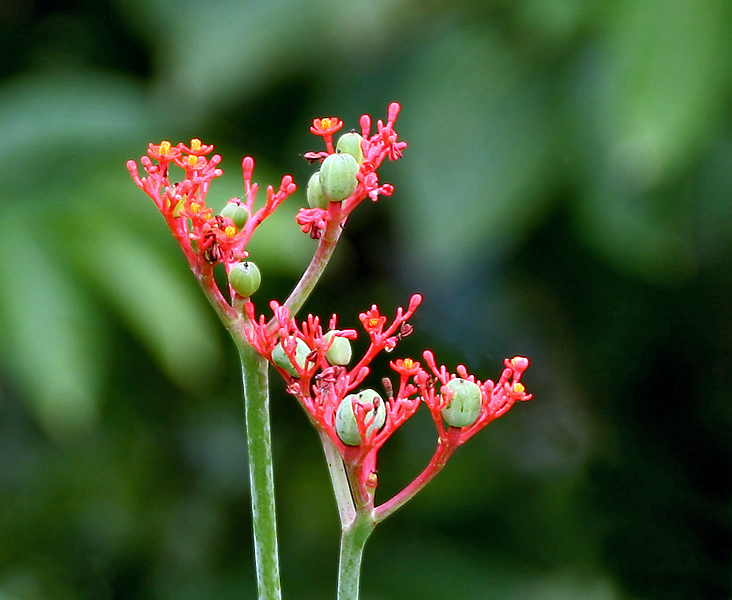
Hoa của Jatropha podagrica tại Kolkata, Tây Bengal, Ấn Độ

## Đồng nghĩa
Danh pháp khoa học của chi này có các từ đồng nghĩa sau:
- Adenorhopium Rchb.
- Adenoropium Pohl
- Castiglionia Ruiz & Pav.
- Collenucia Chiov.
- Curcas Adans.
- Jatropa Scop., orth. var.
- Loureira Cav.
- Mesandrinia Raf.
- Mesandrinia Ortega
- Tempate El Salvador; Nicaragua
- Zimapania Engl. & Pax